# Президент Республіки Саха
Президент Республіки Саха — вища посадова особа Республіки Саха (Якутія), що очолює виконавчу владу республіки. Термін повноважень — п'ять років.

## Список
Нижче наведено список офісних утримувачів:
| Ім'я                               | Вступ на пост  | Покинув пост   |
| ---------------------------------- | -------------- | -------------- |
| Ніколаєв Михайло Юхимович          | 20 грудня 1991 | 21 січня 2002  |
| Штиров В'ячеслав Анатолійович      | 28 січня 2002  | 31 травня 2010 |
| Борисов Єгор Афанасійович          | Червень 2010   | 28 травня 2018 |
| Ніколаєв Айсен Сергійович (т.в.о.) | 28 травня 2018 | дотепер        |

## Історія
Посада голови Республіки Саха (Якутія) була введена в кінці 1991 року. До квітня 2014 року — президент Республіки Саха (Якутія).

### Розпад СРСР
З 1985 року, з приходом до влади Михайла Горбачьова, в СРСР була оголошена політика Перебудови, спрямована на реформування політичної та економічної системи СРСР. Але у кінцевому підсумку це призвело до поглиблення кризи в країні. У період 1988—1991 років суттєво виріс товарний дефіцит; сперше з 1947 року була введена карткова система. На території СРСР розгорівся ряд міжнаціональних конфліктів. Союзні республіки вступили з центром у «війну суверенітетів», оголосивши про пріоритет своїх законів над союзними і припинивши відрахування податків. 12 червня 1990 року з'їзд народних депутатів РРФСР прийняв Декларацію про державний суверенітет республіки.
27 вересня 1990 Декларації про державний суверенітет була прийнята і Якутською-Саха РСР.
26 лютого 1991 голова Верховної Ради Якутської-Саха РСР Михайло Миколаїв підписав закон про державний статус Якутської-Саха РСР, який діяв до прийняття конституції у Якутській-Саха РСР в 1992 році.. Цей закон встановив новий державний статус республіки, піднявши його до рівня статусу суверенної республіки в складі РРФСР і СРСР.

### Перші вибори (1991)
12 червня був обраний Президент РРФСР — Борис Єльцин. 19 серпня від влади був відсторонений Президент СССР Михайло Горбачьов — в Москві почався Серпневий путч.
До кінця року ще в 7 республіках були проведені вибори президентів. В Якутії вони відбулися 20 грудня. Якутії дісталася радянська виборча система без реальної багатопартійності, яку альтернативні вибори, введені тоді, не так вже змогли поліпшити. На виборах було тільки 2 кандидата. Переміг голова Верховної Ради Якутській АССР Михайло Миколаїв, набравши 76,7 %, другий кандидат набрав лише 7,3 %. Явка склала 74,9 %. Проти обрання Миколаєва виступив Рух «Демократична Якутія», який закликав до бойкотування виборів. Віце-президентом був обраний В'ячеслав Штиров.
28 грудня 1991 Якутська-Саха РСР була перейменована в Республіку Саха (Якутія).
16 січня 1992 Михайло Миколаїв одночасно очолив і Уряд республіки.
У березні 1992 року Республіка Саха (Якутія) в числі інших суб'єктів Російської Федерації підписала Федеративний договір.
4 квітня 1992 Верховною Радою Республіки Саха (Якутія) була прийнята Конституція республіки.